# Vasile Dîba
Vasile Dîba (n. 24 iulie 1954, Jurilovca, Tulcea, România – d. februarie 2024, București, România) a fost un caiacist român, laureat cu aur la  Montreal 1976, cu argint la Moscova 1980 și dublu laureat cu bronz în 1976 și 1980. A fost primul kaiacist român campion olimpic.

## Carieră
Sportivul a fost legitimat la CS Danubiu Tulcea și CS Dinamo București. A fost descoperit de antrenorul Igor Lipalit din Tulcea. La Clubul Dinamo a fost pregătit de Radu Huțan. Vasile Dîba a obținut patru medalii la Jocurile Olimpice din 1976 și 1980. La Jocurile Olimpice din 1984 s-a clasat pe locurile 4 și 7. A cucerit și cinci titluri de campion mondial, în 1974 la K1 500 m și K1 4x500m, în 1977 la K1 500 m și K1 1000m și în 1978 (Belgrad) la K1 500m.

## Distincții
- Ordinul Muncii clasa I (18 august 1976) „pentru rezultatele deosebite obținute la Jocurile olimpice de vară de la Montreal – 1976, precum și pentru contribuția adusă la dezvoltarea activității sportive și la creșterea prestigiului sportului românesc pe plan internațional”[6]
- Ordinul „Meritul Sportiv” clasa a II-a (15 aprilie 1981) „pentru rezultatele deosebite obținute la Jocurile olimpice de vară de la Moscova – 1980, precum și pentru contribuția adusă la dezvoltarea activității sportive și la creșterea prestigiului sportului românesc pe plan internațional”[7]
- Ordinul „Meritul Sportiv” clasa I (2004)[8]